# Sphagnum rubiginosum
Sphagnum rubiginosum là một loài rêu trong họ Sphagnaceae. Loài này được Flatberg mô tả khoa học đầu tiên năm 1993.